# Polly Toynbee
Polly Toynbee, född Mary Louisa Toynbee den 27 december 1946, är en brittisk journalist och författare och sedan 1998 verksam som inflytelserik kolumnist i The Guardian. 
Hon sympatiserar med socialdemokratisk syn och hennes kolumner stödjer Labourpartiet när dess aktioner passar hennes egen filosofi, men hon drar sig inte för att kritisera när de går emot. Hon förfäktar att hennes idealsamhälle är det socialdemokratiska Sverige.

## Biografisk anteckning
Toynbee föddes på Isle of Wight. Efter att ha missat att klara sig igenom det dåvarande brittiska skolsystemets nålsöga bland de bästa 75 % vid den så kallade Eleven Plus examination, hamnade hon i alla fall på St Anne's College, Oxford. Men hon hoppade av utan att ta sin examen i historia och gick över till journalistik. Hon arbetade ett antal år på The Guardian, innan hon blev samhällsredaktör på BBC (1988–1995). Efter en tid på The Independent återvände hon till The Guardian med artiklar även i The Observer, Radio Times och Washington Monthly USA. För närvarande är Toynbee ordförande för Social Policy Association.
Toynbee och dåvarande maken Peter Jenkins stödde det socialdemokratiska partiets (SDP) brytning med Labour 1981 – båda två undertecknade Limehousedeklarationen. Toynbee var partiets kandidat i valkretsen Lewisham East vid 1983 års allmänna val och fick 9351 röster (22 %). Hon tillhörde senare den minoritet som inte stödde sammanslagningen mellan SDP och Liberalerna till Liberaldemokraterna.
Toynbee belönades med en hedersgrad av London South Bank University 2002 . 2005 blev hon hedersdoktor vid Open University .

### Konfessionell syn
Som uttalad ateist är Toynbee hedersmedlem i National Secular Society och  "Distinguished Supporter" av såväl British Humanist Association, där hon även var ordförande 2007-2013, som Humanist Society of Scotland, båda organisationerna medlemmar av IHEU.
År 2003 blev hon nominerad till "Årets Mest Islamofobiska Journalist" av Islamic Human Rights Commission för sin kritik av islam. Titeln gick till slut till en journalist på högerkanten. Toynbee hade tillbakavisat anklagelsen och påtalade att hon konsekvent hade försvarat immigranter och asylsökande, inklusive muslimer, från skenheliga attacker. Som konsekvent opponent mot vad hon ser som ren "vidskepelse" är hon minst lika kritisk till kristendom och judendom som hon är mot islam. Ett citat:
The pens sharpen – Islamophobia! No such thing. Primitive Middle Eastern religions (and most others) are much the same – Islam, Christianity and Judaism all define themselves through disgust for women's bodies.
I en artikel om Chronicles of Narnia, i samband med den nya Disneyfilmen Berättelsen om Narnia : Häxan och lejonet, hävdade hon att "Barn fattar inte den kristna undermeningen, men icke-troende borde ha en kräkpåse till hands under Disneys nya epos.". Toynbees negativa syn på kristendom står klart; hon beskriver Aslan (Lejonet, en Kristusfigur) som "an emblem for everything an atheist objects to in religion. His divine presence is a way to avoid humans taking responsibility for everything here and now on earth."

### Familj
Polly Toynbee var gift med Peter Jenkins, även han journalist. Nu sammanlever hon med journalisten David Walker, med vilken hon har samarbetat på böcker om det Nya Labours fram- och motgångar vid makten. Fastän hon kritiserade dem som utbildar sina barn vid privatskolor i sina artiklar skickade Toynbee ett av sina barn till en privat skola efter att han utsatts för mobbning.
Toynbees har varit framträdande intellektuella i brittiska samhället under flera generationer.